# Hemisferio celeste

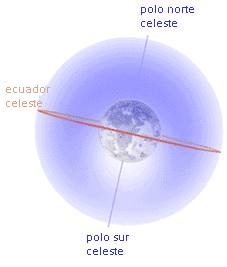
Esfera celeste dividida en los hemisferios celestes por el ecuador celeste.

Los hemisferios celestes son las dos partes en que queda dividida la esfera celeste por el ecuador celeste: el hemisferio celeste norte o boreal y el hemisferio celeste sur o austral. Estos hemisferios contienen los polos celestes que forman el eje en torno al cual gira la Tierra. El polo celeste norte es el que coincide con Polaris (α Ursae Minoris) y cuya altura proporciona la latitud del lugar.
Los hemisferios celestes son importantes en las coordenadas horarias ya que proporcionan el signo de la declinación de un objeto celeste.